# Joutseno
Joutseno est une ancienne municipalité située sur les rives du lac Saimaa dans le sud-est de la Finlande.
La municipalité a été scindée en deux parties, la zone urbaine de Joutseno et Korvenkylä avant de fusionner avec sa voisine Lappeenranta le 1er janvier 2009.

## Géographie

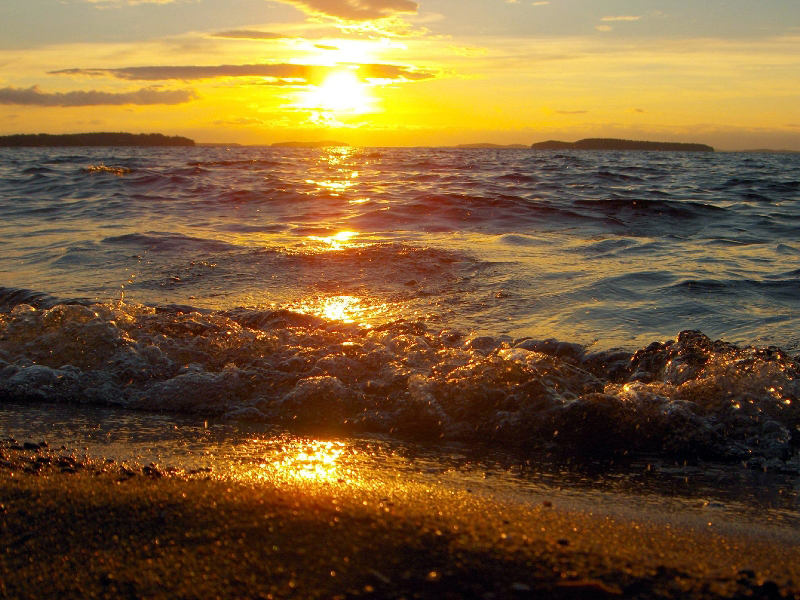
Coucher de soleil sur le Saimaa, Joutseno

Elle compte 9 km de frontière avec la Russie. La ville se trouve dans la province de Finlande méridionale et la région de Carélie du Sud.

La ville est coincée entre les deux cités plus importantes d'Imatra (15 km à l'est) et Lappeenranta (16 km à l'ouest), traversée par la nationale 6, le grand axe de l'Est du pays. La ville proprement dite est coincée entre le grand lac Saimaa et la moraine de Salpausselkä. La commune compte en tout 262 km de berge, et les lacs recouvrent 38 % de sa superficie totale, un des 10 pourcentages les plus élevés au pays des 1000 lacs.
Outre ces deux villes d'Imatra et Lappeenranta et la frontière avec la Russie au sud-est, Joutseno n'a pas de frontière terrestre avec une autre municipalité mais fait face au-delà du lac à Ruokolahti et Taipalsaari.
La ville est à la même distance de Saint-Pétersbourg (260 km) et d'Helsinki (250 km).
Joutseno est une ville largement industrielle et au revenu par habitant élevé malgré la crise qui touche les industries traditionnelles.
Comme ses voisines, elle est un bastion de l'industrie de la pâte à papier, du bois, de la métallurgie, mais aussi dans une moindre mesure de l'industrie chimique et de la plasturgie.

## Transport
Joutseno est traversé par la Valtatie 6.
Joutseno est a 250 kilomètres d'Helsinki et à 260 kilomètres de Saint-Pétersbourg.
Joutseno est desservi par la ligne de Kouvola à Joensuu.
Les trains InterCity et Pendolino s'arrêtent en gare de Joutseno.
L'aéroport le plus proche est l'aéroport de Lappeenranta.
Joutseno est situé sur les rives du lac Saimaa 
Le port de Likosenlahti compte plus de 200 postes d'amarrage.

## Personnalités
- Jani Mäkelä, député
- Päivi Räsänen, député
- Ville Kantee, sauteur à ski

## Galerie

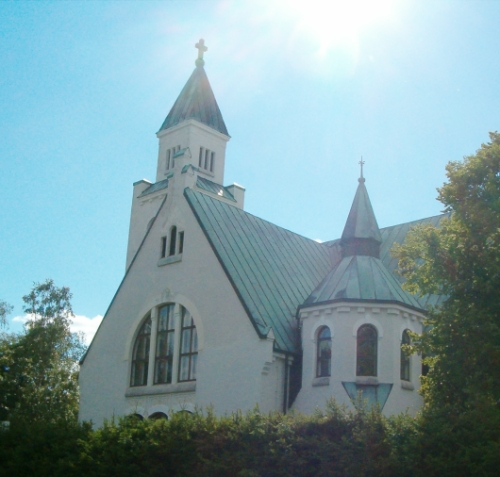
Église de Joutseno
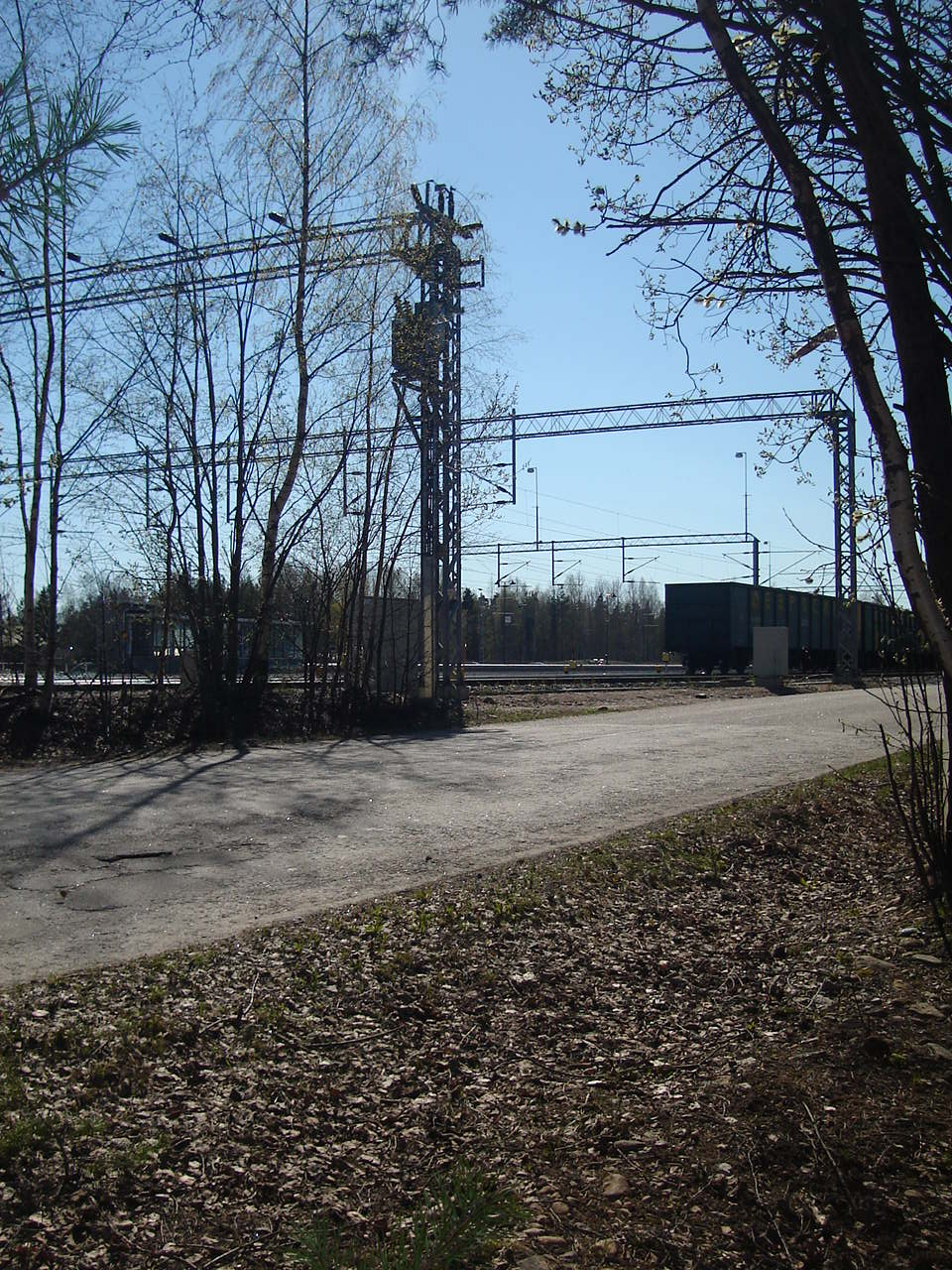
Gare ferroviaire de Joutseno
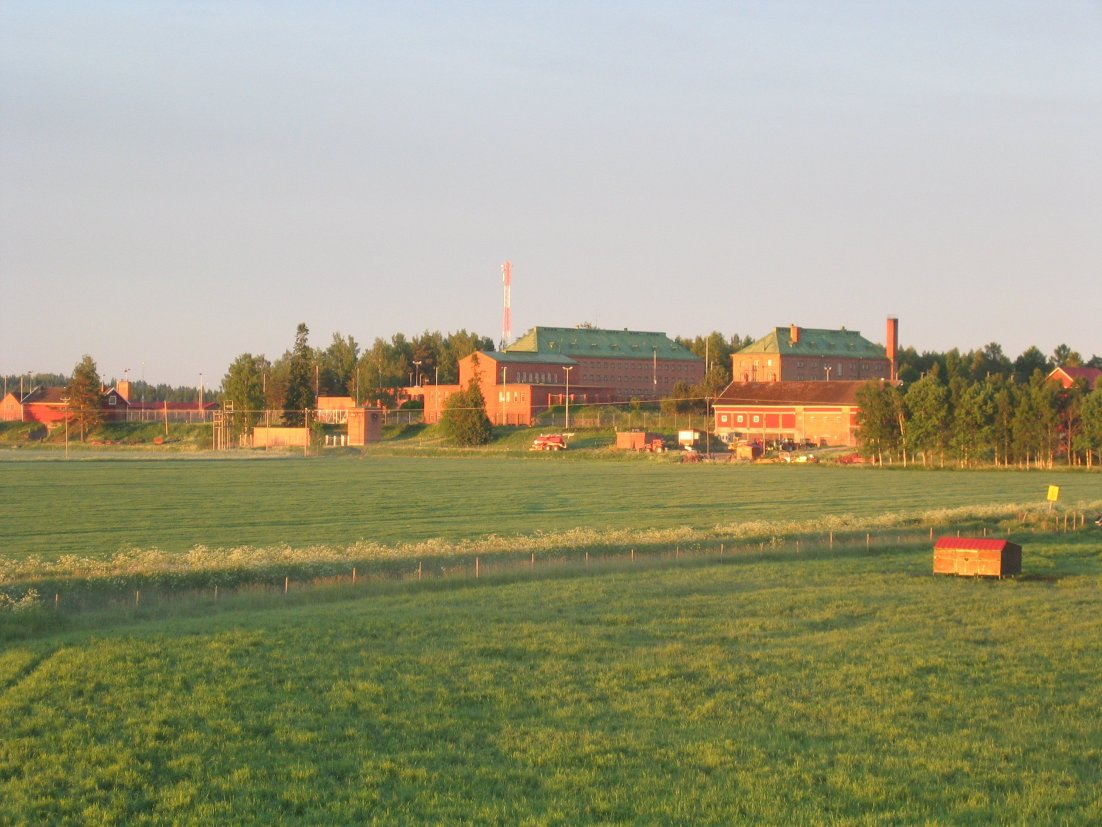
Prison de Konnunsuo